# М-1 (подводная лодка)
М-1 — советская малая подводная лодка серии VI, типа М — «Малютка», построенная в 1932—1933 годах в Николаеве и Владивостоке. Служила в составе Тихоокеанского флота до 1950 года.

## История строительства
3 октября 1932 года на заводе № 198 «им. А. Марти» в Николаеве была заложена подводная лодка, по строительному номеру названная «спецсудно № 237». 9 апреля 1933 года лодка была спущена на воду До осени лодка испытывалась в Южном Буге, в конце октября во время испытаний села на мель, снялась с неё при помощи буксира «Снег».
С 1 декабря 1933 года по 6 января 1934 года перевезена из Николаева во Владивосток, на завод № 202, где была окончательно достроена. 26 апреля 1934 года всё ещё безымянная лодка вступила в строй.

## История службы
Подводная лодка была зачислена в 4-ю морскую бригаду подводных лодок под названием «ПЛ № 1 бригады подводных лодок типа М», базировалась во Владивостоке, в бухте Малый Улисс. Летом лодка приняла участие в учениях, и 16 августа её официально включили в состав Морских сил Дальнего Востока СССР, а 15 сентября 1934 года официально присвоили название М-1.
С апреля 1936 года М-1 числилась в 21-м дивизионе 2-й бригады подводных лодок, с 11 февраля 1941 года — в 6-м дивизионе 2-й бригады с прежним местом базирования — Малый Улисс.
1 мая 1942 года начала капитальный ремонт на заводе № 202.
25 августа 1943 года вступила в строй.
В августе 1944 года М-1 в составе 10-го дивизиона 3-й бригады подводных лодок переведена на базирование в Советскую Гавань.
28 июля 1945 года села на камни, занимаясь боевой подготовкой. 9 августа находилась в Советской Гавани.
В годы Великой Отечественной войны совершила два боевых похода. 14 августа 1945 года прикрывала советскую минную постановку, встреч с противником не имела и 17 августа вернулась в базу. 30 августа вышла из Советской Гавани в Оодомари с грузом ГСМ, прибыла в Отомари утром 1 сентября.
В октябре 1945 года в составе бригады переведена в состав Сахалинской военной флотилии с продолжением базирования на Советскую Гавань. С ноября 1945 года переведена в учебные. С 1947 года — в составе 7-го ВМФ СССР. 28 ноября 1950 года выведена из состава флота, 8 января 1951 года был расформирован экипаж М-1, а сама она была отправлена для разделки на металл.

## Командиры
- 1933—1934: Н. И. Виноградов
- 1934—1937: В. С. Азаров
- январь-ноябрь 1938: А. А. Холмквист
- 1.9.1939—21.11.1940: А. П. Копин[2]
- 21.11.1940—29.4.1942: М. В. Леонов[2]
- 29.4—7.12.1942: Н. С. Лесковой[2]
- 7.12.1942—2.9.1945: П. П. Носенков[2]